# Nati nel 1918/Febbraio
| Questa pagina contiene informazioni ricavate automaticamente dalle voci biografiche con l'ausilio del template Bio e di un bot. L'aggiornamento è periodico e automatico e ricostruisce completamente la pagina. Se manca una persona in questa lista, sei pregato di non aggiungerla, ma accertati piuttosto che la sua voce biografica contenga il template Bio e che i dati anagrafici siano correttamente compilati. Se il template Bio manca, inseriscilo tu stesso o, in alternativa, metti l'avviso {{tmp\|Bio}} che ne segnala la mancanza. Se i dati riportati sono sbagliati, correggi direttamente la voce biografica; le modifiche saranno visibili in questa lista entro pochi giorni. Per chiarimenti vedi il progetto biografie. La lista contiene solo le 111 persone che sono citate nell'enciclopedia e per le quali è stato implementato correttamente il template Bio. Pagina aggiornata al 10 giu 2025. |

- 1º febbraio - Brijendra Singh, indiano († 1995)
- 1º febbraio - Corrado Deodato, aviatore e militare italiano († 1993)
- 1º febbraio - Muriel Spark, scrittrice britannica († 2006)
- 2 febbraio - Hella Haasse, scrittrice olandese († 2011)
- 2 febbraio - Husayn al-Shafi'i, militare e politico egiziano († 2005)
- 3 febbraio - Millie Bailey, militare e funzionaria statunitense († 2022)
- 3 febbraio - Joey Bishop, attore, comico e conduttore televisivo statunitense († 2007)
- 3 febbraio - David Nelson, allenatore di calcio e calciatore scozzese († 1988)
- 3 febbraio - Helen Stephens, velocista, discobola e cestista statunitense († 1994)
- 4 febbraio - Jose C. Abriol, presbitero, linguista e scrittore filippino († 2003)
- 4 febbraio - Fëdor Davydovič Kulakov, politico sovietico († 1978)
- 4 febbraio - Ida Lupino, attrice, regista e sceneggiatrice inglese († 1995)
- 4 febbraio - Luigi Pareyson, filosofo italiano († 1991)
- 5 febbraio - Vincenzo Fagiolo, cardinale e arcivescovo cattolico italiano († 2000)
- 5 febbraio - Gara Garayev, compositore sovietico († 1982)
- 5 febbraio - Edith Alice Müller, matematica e astronoma spagnola († 1995)
- 5 febbraio - Eraldo Volontè, sassofonista italiano († 2003)
- 6 febbraio - Lothar-Günther Buchheim, scrittore, pittore e editore tedesco († 2007)
- 6 febbraio - Dandolo Flumini, calciatore e allenatore di calcio italiano († 2014)
- 6 febbraio - Franco Villani, produttore cinematografico italiano († 1965)
- 7 febbraio - Lin Lanying, fisica e ingegnere cinese († 2003)
- 8 febbraio - Giovanni Battista Berghinz, ufficiale e partigiano italiano († 1944)
- 8 febbraio - Freddie Blassie, wrestler statunitense († 2003)
- 8 febbraio - Angiolo Bonistalli, calciatore italiano († 1986)
- 8 febbraio - Peter Lanyon, pittore britannico († 1964)
- 8 febbraio - Michael Strong, attore, produttore cinematografico e produttore televisivo statunitense († 1980)
- 8 febbraio - Mario Valota, schermidore svizzero († 2000)
- 9 febbraio - Franz Fliri, climatologo e geografo austriaco († 2008)
- 9 febbraio - Maria de Maria, scrittrice e poetessa italiana († 1971)
- 9 febbraio - Carlo Minello, attore italiano († 1947)
- 9 febbraio - Ivo Radovniković, calciatore e allenatore di calcio jugoslavo († 1977)
- 10 febbraio - Alfredo De Angelis, calciatore italiano († 2004)
- 10 febbraio - Carlos Canário, calciatore portoghese († 1990)
- 10 febbraio - Hal Van Every, giocatore di football americano statunitense († 2007)
- 11 febbraio - Andrew Donald Booth, ingegnere, fisico e informatico britannico († 2009)
- 11 febbraio - Anne Stine Ingstad, archeologa norvegese († 1997)
- 12 febbraio - Barnabás Berzsenyi, schermidore ungherese († 1993)
- 12 febbraio - Milovan Ćirić, allenatore di calcio e calciatore jugoslavo († 1986)
- 12 febbraio - Luigi Diamante, militare, calciatore e allenatore di calcio italiano († 1955)
- 12 febbraio - John Jerstad, militare e aviatore statunitense († 1943)
- 12 febbraio - Niels Petersen, sollevatore danese († 1966)
- 12 febbraio - Raphaël Pujazon, siepista francese († 2000)
- 12 febbraio - Fëdor Ivanovič Samochin, scrittore, giornalista e traduttore russo († 1992)
- 12 febbraio - Julian Schwinger, fisico e matematico statunitense († 1994)
- 12 febbraio - Elisa Springer, scrittrice e superstite dell'Olocausto austriaca († 2004)
- 12 febbraio - Ralph Vaughn, cestista statunitense († 1998)
- 13 febbraio - Artūras Andrulis, cestista e calciatore lituano († 1991)
- 13 febbraio - Kenei Mabuni, artista marziale giapponese († 2015)
- 13 febbraio - Pëtr Mironovič Mašerov, politico sovietico († 1980)
- 13 febbraio - Nino Oliviero, compositore italiano († 1980)
- 13 febbraio - Jun'ichi Sasai, militare e aviatore giapponese († 1942)
- 13 febbraio - Oliver Smith, scenografo e direttore artistico statunitense († 1994)
- 14 febbraio - Decimo Martelli, politico italiano († 1993)
- 15 febbraio - Allan Arbus, fotografo e attore statunitense († 2013)
- 15 febbraio - Pietro Carbone, magistrato italiano († 1990)
- 15 febbraio - Guerrino Cucchi, sindacalista italiano († 1985)
- 15 febbraio - Luigi Gianoli, scrittore, critico musicale e giornalista italiano († 1998)
- 15 febbraio - Hank Locklin, cantante statunitense († 2009)
- 16 febbraio - Achille Castiglioni, architetto e designer italiano († 2002)
- 17 febbraio - Charles Hayes, sindacalista e politico statunitense († 1997)
- 17 febbraio - Alfred Horn, matematico statunitense († 2001)
- 17 febbraio - Leila Mourad, cantante e attrice egiziana († 1995)
- 17 febbraio - Vladimir Vasil'evič Ščerbickij, politico sovietico († 1990)
- 18 febbraio - Holly Bane, attore e truccatore statunitense († 1995)
- 18 febbraio - Gastone Darè, schermidore, dirigente sportivo e politico italiano († 1977)
- 18 febbraio - Ange Le Strat, ciclista su strada francese († 1999)
- 18 febbraio - Mariano Mores, compositore, pianista e direttore d'orchestra argentino († 2016)
- 18 febbraio - Francesco Meregalli, allenatore di calcio e calciatore italiano († 1991)
- 19 febbraio - Stefán Jónsson, pallanuotista islandese († 2011)
- 19 febbraio - Fay McKenzie, attrice e cantante statunitense († 2019)
- 19 febbraio - Edzo Toxopeus, politico olandese († 2009)
- 20 febbraio - Leonore Annenberg, filantropa e diplomatica statunitense († 2009)
- 20 febbraio - Lukas Aurednik, calciatore e allenatore di calcio austriaco († 1997)
- 20 febbraio - Joseph Jadrejak, calciatore francese († 1990)
- 20 febbraio - Min Byung-dae, calciatore sudcoreano († 1983)
- 20 febbraio - Roy Zimmerman, giocatore di football americano statunitense († 1997)
- 20 febbraio - Igor' Vladimirovič Šatrov, regista sovietico († 1991)
- 21 febbraio - Renato Pastori, calciatore italiano
- 21 febbraio - Johan Saksvik, calciatore norvegese († 1983)
- 22 febbraio - Sid Abel, hockeista su ghiaccio e allenatore di hockey su ghiaccio canadese († 2000)
- 22 febbraio - Bernard Girard, regista, sceneggiatore e produttore televisivo statunitense († 1997)
- 22 febbraio - Don Pardo, attore, conduttore radiofonico e conduttore televisivo statunitense († 2014)
- 22 febbraio - Robert Wadlow, showman statunitense († 1940)
- 22 febbraio - Giovanni Pesce, partigiano e politico italiano († 2007)
- 23 febbraio - Angelo Custode Masciale, politico italiano († 1991)
- 24 febbraio - Hans Berglund, canoista svedese († 2006)
- 24 febbraio - Bruno Castro, militare e aviatore italiano († 1942)
- 24 febbraio - Camillo De Piaz, antifascista, saggista e traduttore italiano († 2010)
- 24 febbraio - Aleksej Ivanovič Kandinskij, musicologo russo († 2000)
- 24 febbraio - August Klingler, calciatore tedesco († 1944)
- 24 febbraio - Hubert Miller, bobbista e militare statunitense († 2000)
- 25 febbraio - Eilert Eilertsen, politico e calciatore norvegese († 2014)
- 25 febbraio - Barney Ewell, velocista statunitense († 1996)
- 25 febbraio - Renzo Giovannoni, calciatore italiano
- 25 febbraio - Michail Kuznecov, attore sovietico († 1986)
- 25 febbraio - Evgenij Kuzmič Lazarev, militare sovietico († 1942)
- 25 febbraio - Bobby Riggs, tennista statunitense († 1995)
- 25 febbraio - Ed Scheiwe, cestista statunitense († 1997)
- 26 febbraio - Joan Horan, arciera e nuotatrice irlandese († 1965)
- 26 febbraio - Lloyd Geering, pastore protestante e teologo neozelandese
- 26 febbraio - Karel Horák, calciatore cecoslovacco († 1988)
- 26 febbraio - Osmar Maderna, pianista, direttore d'orchestra e compositore argentino († 1951)
- 26 febbraio - Bruno Pini, matematico italiano († 2007)
- 26 febbraio - Theodore Sturgeon, autore di fantascienza statunitense († 1985)
- 27 febbraio - Paolo Alatri, storico e politico italiano († 1995)
- 27 febbraio - Mario Bertuzzi, calciatore e allenatore di calcio italiano († 2005)
- 27 febbraio - Camillo Girotti, calciatore italiano († 1992)
- 27 febbraio - István Salusinszky, funzionario, manager e diplomatico ungherese († 1984)
- 28 febbraio - Alfred Burke, attore britannico († 2011)
- 28 febbraio - John Karlin, psicologo sudafricano († 2013)
- 28 febbraio - Petar Manola, calciatore e allenatore di calcio jugoslavo († 2004)